# Rancid
Rancid és un grup de punk rock i ska nord-americà, format el 1991 a Berkeley, Califòrnia, van encapçalar el ressorgiment del punk després dels anys 1980 sobre tot als Estats Units fins a aconseguir al llarg de la seva carrera vendre vora quatre milions de discs, convertit en un dels més reeixits grups de punk de la història.
L'estil de Rancid passa del punk i el hardcore per l'ska, el reggae, el rocksteady, i algunes de rub-a-dub i funk. Entre el gran públic, Rancid és conegut per les cançons Ruby Soho i Time Bomb del disc de 1995 amb títol: ... And Out Come the Wolves.
Les seves cançons tracten dels mals temps (7 Years Down, Hyena), temes sobre el món, (Rigged On A Fix), els vells amics (Old Friend, GGF) i l'amor (She's Automatic).

## Història
Tim Armstrong i Matt Freeman, dos amics de la infantesa que es criaren al llavors nucli residencial de classe treballadora, Albany, van formar part del grup de ska-punk Ivi Operation de 1987 a 1989.
Després d'arribar a ser actuació fixa en el llegendari 924 Gilman Street, Operation Ivy va llançar una sèrie de singles abans de publicar l'LP de debut Energy el 1989. Incapaços de suportar el seu creixement de popularitat, el grup es dissol poc després de l'edició de l'àlbum.
Posteriorment funden el grup Generator que té una vida molt curta.
Freeman va estar una temporada amb la banda MDC, mentre Armstrong va gravar una sèrie de treballs amb altres grups anomenats Dance Hall Crashers i Downfall. Tots dos treballaven junts quan Armstrong va caure pres de l'alcoholisme; Freeman el va ajudar a desintoxicar-se, i com a part de la seva recuperació van fundar Rancid el 1991 al costat de Brett Reed a la bateria, company d'habitació d'Armstrong.
El trio va publicar el seu àlbum presentació amb cinc cançons el 1992 a Lookout Records, seguit en 1993 per l'edició en Lp del seu homònim "Rancid" sota el segell independent Epitaph. Durant un temps, el líder de Green Day, Billie Joe Armstrong, va ser segon guitarrista del grup (també va compondre Amb Tim Armstrong la cançó "Ràdio" de l'àlbum "Let's Go" (Que és una de les cançons preferides dels seguidors de Rancid) però va decidir centrar-se en el seu propi projecte i va entrar Lars Frederiksen, membre de Lars Frederiksen and the Bastards i exmembre d'UK Subs. Rancid grava el 1994, "Let's Go", que va vendre prop d'un milió de còpies simplement amb el suport del vídeo "Salvation". Després de batalles per canviar de discogràfica, Rancid decideix mantenir-se en Epitaph, i així, el 1995 editen "... And Out Come the Wolves", en plena època d'ebullició del punk, amb èxits com Time Bomb i Ruby Soho.
El 1998 editen "Life Won't Wait" on fusionen el so de les seves influències, The Clash, amb el ska, el punk i el hardcore punk. Després de dos anys de silenci, el 2000 tornen amb el més dur i consistent àlbum de la seva carrera, on sense oblidar les seves influències, les integren profundament per crear un so que, per dir-ho d'alguna manera, acaba per ser alguna cosa així com la marca que delimita al so Clash de 1978 i el punk-hardcore de l'escena dels 80 a Los Angeles. Aquest CD es titulà com el primer "Rancid", de manera que és conegut també com a Rancid 2000.
El 19 d'agost de 2003, va sortir a la venda Indestructible. En el qual la banda s'involucra molt en el punk rock melòdic que sempre l'havia caracteritzat. Aquest cd va ser ben rebut pel públic. La critica el qualificà com un disc bo a seques, encara que als veritables fans no els va semblar bé veure en el senzill l'aparició de membres de Good Charlotte i a la mediàtica Kelly Osbourne, filla d'Ozzy Osbourne.
La banda va decidir prendre un descans per als seus projectes personals.
Van tornar de gira el 2006, amb diversos xous per Califòrnia, i una extensa gira al Regne Unit. El 3 de novembre de 2006, el bateria Brett Reed decideix deixar la banda després de 15 anys. Serà substituït per Branden Steineckert exintegrant de The Used.
El 19 de gener de 2007, Tim Armstrong va anunciar que ell i alguns amics anaven a treballar en un petit projecte discogràfic i una gira en benefici d'Indonèsia, especialment per l'illa de Sumatra. On van fer el vídeo "The Harder They Come", que és un cover de Jimmy Cliff però en versió ska-punk.
Armstrong ha reunit els membres de Rancid (Lars Frederiksen, Matt Freeman, Brandon Steineckert), a més de Billie Joe Armstrong (Green Day, Pinhead Gunpowder), Travis Barker (blink-182, +44,) i Vic Ruggiero (The Slackers .) Els rumors parlen també de Rob Aston (Transplants), Tré Cool (Green Day), Craig Fairbaugh (+44) i Davey Havok (AFI) que podrien també contribuir-hi.[cal citació]
En desembre de 2013 entrevistat en Reddit, el bateria de Rancid Branden Steineckert revelà que el nou àlbum tindria el nom ...Honor Is All We Know, i que seria llançat en 2014.
El 28 de setembre de 2014, Rancid va revelar el llistat de pistes i la portada de ... Honor Is All We Know. L'endemà, es va anunciar que l'àlbum seria llançat el 27 d'octubre de 2014. El 30 setembre de 2014, la banda va llançar un vídeo d'ells durant la realització de tres de les cançons de l'àlbum.

## Membres
- Tim Armstrong, veu, cors i segona guitarra,
- Lars Frederiksen, veu, cors i primera guitarra,
- Matt Freeman, baixista i cors
- Branden Steineckert, bateria

### Exmembres
- Brett Reed (1991-2006)

## Discografia
- Rancid (1993)
- Let's Go (1994)
- ...And Out Come the Wolves (1995)
- Life Won't Wait (1998)
- Rancid (2000)
- Indestructible (2003)
- B sides and C sides (2007)
- Let The Dominoes Fall (2009)
- Honor Is All We Know (2014)